# 성기윤
성기윤(1971년 1월 5일 ~ )은 대한민국의 배우이다.

## 학력
- 서울예술대학교 연극과
- 동서대학교 뮤지컬학과
- 단국대학교 대중문화예술 대학원

## 출연작

### 영화
- 《이것이 법이다》 (2000년) - 칼잡이 일당 5 역
- 《신석기 블루스》 (2004년) - 선술 / 화공 / 악기점 역
- 《굿맨》 (2014년)
- 《아빠가 돌아왔다》 (2016년) - 김기철 역
- 《인간, 공간, 시간 그리고 인간》 (2017년)
- 《미친사랑》 (2019년) - 공작원1 역

### 드라마
- 《이레자이온》 (2006년, KBS2) - 카모 장군 역
- 《시그널》 (2016년, tvN)
- 《태양의 후예》 (2016년, KBS2) - 대통령 역
- 《몬스터》 (2016년, MBC) - 최면술사 진교수 역
- 《굿 와이프》 (2016년, tvN) - 판사 역
- 《월계수 양복점 신사들》 (2016년, KBS2) - 박부장 역
- 《추리의 여왕》 (2017년, KBS2)
- 《슈츠》 (2018년, KBS2)
- 《고고송》 (2018년, CGNTV) - 공철수 역
- 《남자친구》 (2018년, tvN)
- 《아름다운 세상》 (2019년, JTBC) - 나필준 역
- 《60일, 지정생존자》 (2019년, tvN) - 신성준 역
- 《열여덟의 순간》 (2019년, JTBC) - 마윤기 역
- 《너에게 가는 속도 493KM》 (2022년, KBS2) - 박남구 역
- 《이상한 변호사 우영우》 (2022년, ENA) - 김진평 역 (특별출연)
- 《일타 스캔들》 (2023년, tvN) - 수아의 아버지 역
- 《끝내주는 해결사》 (2024년, JTBC) - 서웅진 역

### 뮤지컬
- 《듀엣》 (2000년)
- 《렌트》 (2001년) - 톰 콜린스 역
- 《틱틱붐》 (2001년) - 마이클 역
- 《라스트 파이브 이어스》 (2003년) - 제이미 역
- 《맘마미아》 (2004년) - 샘 역
- 《미녀와 야수》 (2004년) - 촛대 뤼미에러 역
- 《더 씽 어바웃 맨》 (2005년) - 톰 역
- 《아이다》 (2005년) - 조세르 역
- 《댄싱 섀도우》 (2007년) - 태양군대위 역
- 《시카고》 (2007년) - 빌리 플린 역
- 《기발한 자살여행》 (2009년) - 박종식 대위 역
- 《남한산성》 (2009년) - 인조 역
- 《퀴즈쇼》 (2009년)
- 《선덕여왕》 (2010년) - 문노 역
- 《베로나의 두 신사》 (2010년) - 공작 역
- 《금발이 너무해》 (2010년) - 켈러헨 역
- 《원효》 (2010년) - 대토 역
- 《맘마미아》 (2011년) - 샘 역
- 《고스트》 (2013년) - 병원유령 역
- 《심야식당》 (2014년) - 마스터 역
- 《유린타운》 (2015년) - 콜드웰.B 클로드웰 역
- 《맘마미아》 (2016년) - 샘 역
- 《아이다》 (2016년) - 조세르 역
- 《틱틱붐》 (2017년) - 마이클 역
- 《모래시계》 (2017년) - 도식 역
- 《사랑했어요》 (2021년) - 현재 이준혁 역

### 연극
- 《침향》 (2008년) - 영범 역
- 《화선 김홍도》 (2011년) - 손수재 역
- 《그와 그녀의 목요일》 (2017년) - 정민 역

## 수상
- 2009년 제4회 골든티켓어워즈 뮤지컬 남자배우상
- 2007년 제13회 한국뮤지컬대상 남우조연상